# ترافيس نيلسون (ممثل)
ترافيس نيلسون (بالإنجليزية: Travis Nelson)‏، هو ممثل كندي، ولد في 8 سبتمبر 1990 في فورت سانت جون، كولومبيا البريطانية.

## روابط خارجية
- ترافيس نيلسون (ممثل) على موقع IMDb (الإنجليزية)
- ترافيس نيلسون (ممثل) على موقع قاعدة بيانات الفيلم (الإنجليزية)

لم يتم العثور على روابط لمواقع التواصل الاجتماعي.